# Edwin G. Burrows
Edwin G. " Ted " Burrows (15 mai 1943 - 4 mai 2018) est professeur émérite d'histoire au Brooklyn College. Il est co-auteur du prix Pulitzer Gotham: A History of New York City to 1898 (1998) et auteur de Forgotten Patriots: The Untold Story of American Prisoners during the Revolutionary War, (2008), qui remporte le Fraunces Tavern Museum Book Award en 2009.

## Biographie
Burrows obtient son BA de l'Université du Michigan en 1964 et son doctorat de l'Université Columbia en 1973, où il étudie avec Eric McKitrick. La même année, il commence à enseigner au Brooklyn College, où son cours sur l'histoire de la ville de New York est l'une des offres les plus populaires du collège. Il réside à Northport, New York sur Long Island. Burrows est décédé à l'âge de 74 ans en mai 2018.